# Промивка
Промивка (рос. промывка, англ. flushing, washing, нім. Waschen n, Läutern n, Spülen n) — процес збагачення корисних копалин

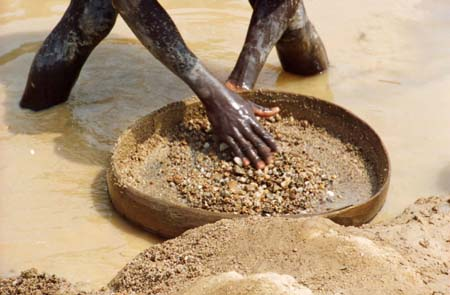
Рис. 1. Розробка розсипного родовища алмазів у Сьєрра-Леоне промивкою.

Промивання корисних копалин на ситі безпосередньо в річці — у праці Георга Агріколи «Про гірничу справу та металургію» (De Re Metallica), 1556 р.

- 1) Процес дезінтеграції (розмокання, диспергування) глинистого матеріалу, який входить до складу руди, з одночасним відокремленням його від рудних частинок у вигляді глинистої суспензії (шламу) під дією води.
- 2) Процес видалення розчинних мінеральних компонентів з корисних копалин. Наприклад, водна промивка солоного вугілля — спосіб його збагачення шляхом знесолення.
- 3) Власне машина для промивки або цех промивних машин тощо. Розмовна форма.

## Загальний опис
Промивка — це процес розділення корисних копалин шляхом розпушення (дезінтеграції) і видалення глинистого матеріалу за допомогою води і механічних впливів.
Мінеральні зерна в рудах розсипних родовищ і рудах осадового походження не зв'язані взаємним проростанням, але зцементовані в компактну масу м'якою і в'язкою глинистою речовиною. У гірничій масі глинисті домішки можуть знаходитися у виді примазок і плівок на рудних частинках, конгломератів з грудками руди, окремих грудок. Процес дезинтеграції (розпушення, диспергування) глинистого матеріалу відбувається у воді. Глина у воді розбухає, що полегшує її руйнування. В результаті промивки одержують митий матеріал і шлами, що містять дисперговані у воді тонкі частинки.
Необхідною умовою підготовки цих руд до збагачення є звільнення їх від глини. У процесі промивки відбувається часткове збагачення корисної копалини за рахунок видалення глини і шламів, що не містять корисного компонента.
Промивка може використовуватися як самостійний процес при переробці багатих руд, якщо в результаті її використання одержують товарний продукт. Але частіше промивання використовується як підготовчий процес перед наступним збагаченням.
Наявність глинистих частинок і шламів погіршує подальші процеси збагачення, тому відділення глинистих частинок і шламів є необхідною умовою досягнення оптимальних технологічних показників.
Так, в процесі відсаджування шлами не тільки самі погано збагачуються, але й підвищують в'язкість пульпи, в результаті чого погіршується розділення крупного матеріалу. Дрібні частинки (глинисті і шламові), як правило, в незбагаченому вигляді рівномірно розподіляються між концентратом і відходами. При цьому концентрат забруднюється мінералами пустої породи, а з відходами втрачаються дрібні частинки цінного мінералу.
При збагаченні важкосередовищною сепарацією шлами і глина підвищують в'язкість суспензії і знижують її густину, в результаті чого розділення матеріалу погіршується.
При магнітній сепарації тонкі частинки глини і шламів коагулюють з магнітними частинками, попадають у концентрат і таким чином знижують його якість. Крім того, наявність шламів обумовлює витрати цінного мінералу з відходами.
Процес промивки широко застосовують для збагачення найрізноманітнішої сировини, в якій мінеральні зерна не пов'язані взаємним проростанням, а зцементовані відносно м'яким глинистим матеріалом (залізні і марганцеві руди, розсипи кольорових, рідкісних і благородних металів, каолінова сировина, вапняки, фосфорити та ін.).
Велике поширення знаходить промивка золотовмісних пісків розсипних родовищ, а також в будівельній індустрії для підготовки високоякісних будівельних матеріалів при розробці родовищ гравію, піску тощо.

## Історія

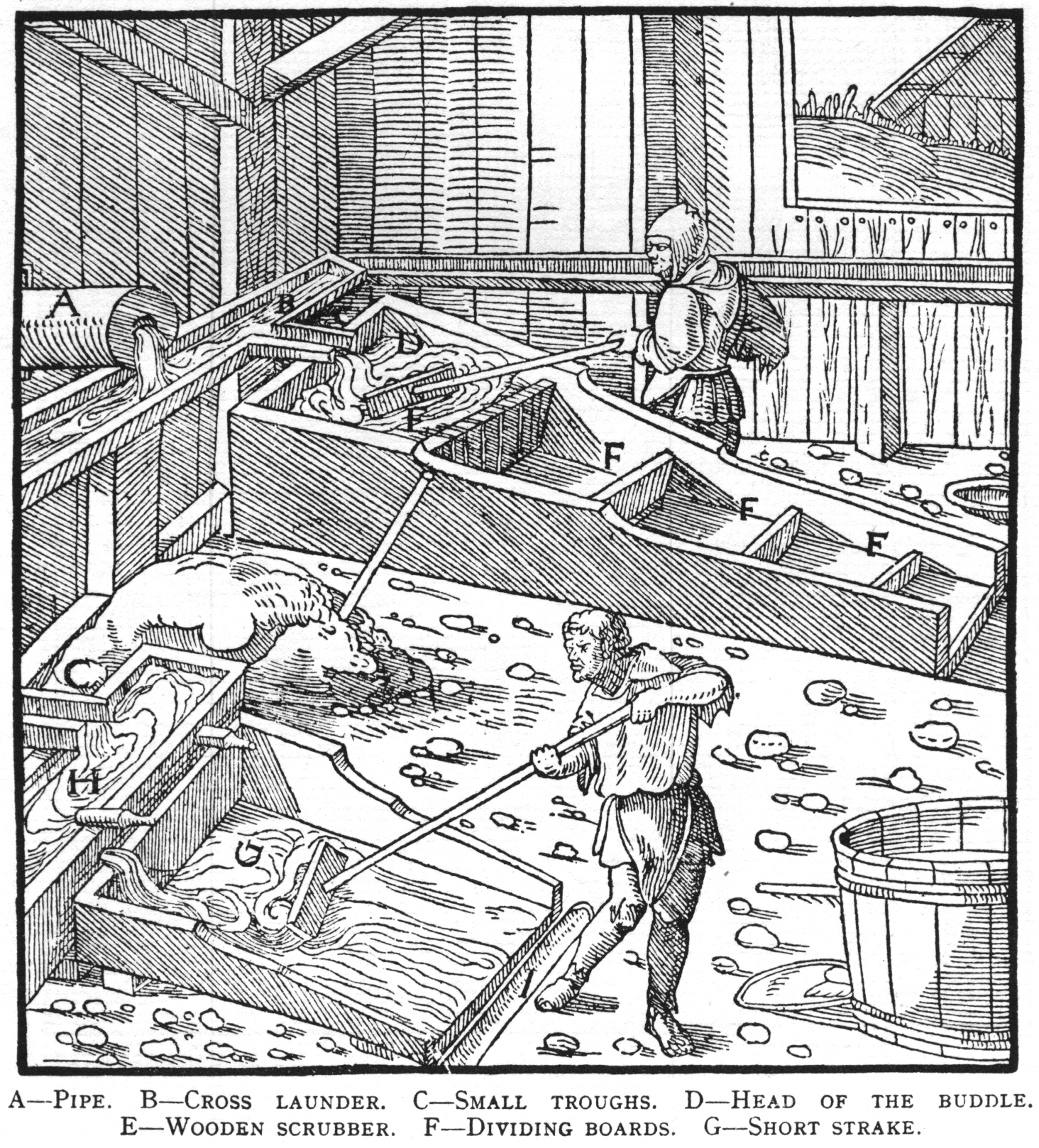
Рис. 2. Промивка корисних копалин на гердах. «De Re Metallica»

Промивка описана зокрема Георгіусом Агріколою в його відомому творі «De Re Metallica» («Про гірництво та металургію», 1556 р.). Для цього використовувалися герди різних конструкцій, промивні ящики, діжки, чорні (пофарбовані сажею) промивні корита та ін. При цьому Г.Агрікола наголошує на різному характері промивки грубих, середніх та дрібних (шламистих) класів крупності руд.
Ось як описує конструкцію і принцип дії промивного ящика Г.Агрікола у 8 розділі своєї праці «Про гірничу справу та металургію» (De Re Metallica) (1556 р.):
| «Промивний ящик, дно якого складається з залізної пластини з безліччю отворів, ставлять на верхній жолоб, дуже довгий, але не особливо широкий. В ящик накладають матеріал, що містить золото і призначений для промивання, і напускають багато води. При промиванні руди грудки землі також подрібнюють залізною лопаткою. Дрібний матеріал з дна ящика потрапляє в жолоб, а більші частинки залишаються. Цей відсів, що складається з більш крупних зерен, вигрібають з ящика гребками через отвір, що відкривається в одному з його боків. З огляду на те що доводиться наливати в ящик багато води, жолоб перегороджують десятьма або, якщо він наполовину довший, то 15 перегородками, щоб спадаючі води не забрали з собою частинки золота. З них кожна попередня перегородка вище наступної. Утворені таким чином в цьому жолобі як би окремі шухлядки — відділення — наповнюються пропущеним матеріалом. Як тільки вони наповнилися і пущена чиста вода, маленький жолобок, по якому тече вода, замикають, і воду відводять в будь-яке інше місце. Негайно ж після цього виймають з жолоба найнижчу перегородку. Те, що осіло на дні нижнього шухлядки, випливає з водою і приймається промивним коритом.» |
| Шість способів промивання є загальними для більшої частини металічних руд; вони промиваються або в простому жолобі, або в жолобі, розгородженому дощечками, або в місткому баку, або на короткому герді, або на план-герді, або в густому ситі. Інші способи промивання або відносяться до тієї чи іншої певної руди, або пов'язані з мокрим подрібненням руд. |

## Підготовка матеріалів до промивки
Спосіб підготовки руди перед промивкою може полягати в попередньому замочуванні, попередньому підсушуванні і попередньому сортуванні руди.
Попереднє замочування руди перед її промивкою застосовують для зниження міцності глини, що поліпшує показники процесу (тривалість промивки знижується на 25 % і більше, підвищується вилу-чення глинистих домішок в злив).
Попереднє підсушування руди перед її промивкою спричиняє зниження міцності глини внаслідок зменшення її об'єму і появи внутрішніх напружень, що сприяє скороченню часу диспергування глини при зануренні її у воду.
Попереднє сортування руди на вузькі класи також дозволяє значно поліпшити показники промивки в результаті оптимізації гранулометричного складу матеріалу і вмісту в ньому глинистих домішок.

## Технологія промивки корисних копалин
Промивка використовується при збагаченні залізних і манґанових руд, розсипних родовищ кольорових, рідкісних та благородних металів, каолінів, вапняків, кварцових пісків, фосфоритів та ін. Залежно від вмісту в руді глинистих фракцій, питомої витрати електроенергії на промивання і пластичності руди підрозділяються на три групи: легкопромивні, середньопромивні і важкопромивні. Промивка може використовуватися як самостійний процес при переробці багатих руд, якщо в результаті її використання одержують товарний продукт. Але частіше промивка використовується як підготовчий процес перед подальшим збагаченням.
Промивці звичайно піддають корисні копалини з повторних (перевідкладених) родовищ. Особливість їх у тому, що цінний компонент або зцементований, або забруднений глиною (піщано-глинистою породою). До глинистих відносять породи, які містять близько 3 % частинок менше 5 мкм. Глини містять понад 30 % цих частинок. Різновиди глин: монтморилоніти, іліти, каолшніти.
Основна властивість глин — розмокання (розкисання). На відміну від глин, інші компоненти не поглинають воду і не розбухають. Гідронестійкість глин, тобто здатність розділятися у воді на первинні частинки, покладена в основу дезинтеграції перевідкладених корисних копалин.
Дезінтеґрація глинистих порід (руйнування, диспергування) відбувається за рахунок механічного впливу робочих органів апаратів і води. При цьому тонкі частинки переходять у воду, оголюючи нові поверхні, які у свою чергу продовжують взаємодіяти з водою. Вода руйнує (розчиняє) клейкі плівки гелів, що цементують частинки мінералів. Таким чином, основна властивість, що визначає ефективність процесу дезинтеграції, — це міцність компонентів при руйнуванні у водному середовищі.
У залежності від крупності міцного компонента для відділення його від глини використовують або грохочення, або класифікацію. Процес, що об'єднує операції дезинтеграції, грохочення або класифікації, називається промивкою. Для руд, зцементованих глиною, дезінтеґрація протікає без попереднього дроблення (титано-цирконієві піски). Для руд, забруднених глиною (вапняк), перед дезинтеграцією здійснюється дроблення. Процес дезинтеграції, в основному, визначається властивостями глини.

Рис. 3.

Для промивки використовують ґравіємийки, скрубери, бутари, шлюзи, вашгерди, промивні башти, а також коритні, барабанні, вібраційні та акустичні промивальні машини. Дезинтеґрація і відділення глинистих домішок від таких легкопромивних корисних копалин, як фосфоритові руди, будівельні матеріали, скляні піски, може здійснюватися з використанням механічних і гідравлічних класифікаторів, грохотів, гідроциклонів. Вибір типу машини для промивки здійснюється залежно від категорії промивності, крупності матеріалу і необхідної продуктивності. Для грудкового матеріалу доцільно використовувати скрубери важкого типу, для середньопромивного крупністю до 150 мм — коритні мийки і вібраційні апарати, для матеріалів середньої крупності і легкопромивних — скрубери легкого типу і барабанні грохоти. Для дезинтеґрації важкопромивних пісків варто вибирати апарати, що забезпечують тривале перебування в робочій зоні при інтенсивному механічному впливі. Дезинтеґрація важкопромивних руд здійснюється звичайно за багатоопераційною схемою: у першій стадії, як правило, застосовуються скрубери або вібраційні апарати, у другій і третій — коритні мийки. Такі схеми забезпечують високу ефективність промивання (до 95 %) при вмісті в матеріалі до 30 % пластичних глин.
Інтенсивність промивки залежить як від фізико-механічних властивостей вихідного матеріалу і здатності рідкого середовища до розмивання глини, так і від механічної дії машин. На ефективність промивки впливають багато факторів, основні з них розглянуті нижче.
Спосіб підготовки руди перед промивкою може полягати в попередньому замочуванні, попередньому підсушуванні і попередньому сортуванні руди.
Попереднє замочування руди перед її промивкою застосовують для зниження міцності глини, що поліпшує показники процесу (тривалість промивки знижується на 25 % і більше, підвищується вилучення глинистих домішок в злив).
Попереднє підсушування руди перед її промивкою спричиняє зниження міцності глини внаслідок зменшення її об'єму і появи внутрішніх напружень, що сприяє скороченню часу диспергування глини при зануренні її у воду.
Попереднє сортування руди на вузькі класи також дозволяє значно поліпшити показники промивки в результаті оптимізації гранулометричного складу матеріалу і вмісту в ньому глинистих домішок.
Гранулометричний склад матеріалу і співвідношення між крупністю грудок глинистого і рудного компонентів найбільше впливають на промивність сировини.
При сумісній промивці крупних і дрібних класів тривалість процесу визначається тривалістю промивки крупних класів, тому в ряді випадків класифікація матеріалу перед промивкою на вузькі класи раціональна. На промивку повинен подаватися матеріал оптимальної крупності: недостача і надлишок крупних зерен негативно відбиваються на диспергуванні глини (в першому випадку внаслідок недостатнього тертя, в другому — внаслідок недостатньої площі контакту між глиною і рудним мінералом). Зі збільшенням крупності глини ефективність промивки знижується, а питомі витрати енергії зростають. Таким чином, зі збільшенням крупності руди погіршується якість процесу промивки, а зі зменшенням крупності — збільшується ступінь стирання рудних мінералів.
Продуктивність промивної машини в конкретних умовах визначається залежно від промивності руди, а також технологічних і конструктивних параметрів машини. Живлення повинно надходити в машину безперервно і рівномірно, так, щоб підтримувався необхідний час перебування матеріалу в промивному апараті. При зниженні продуктивності збільшується ступінь стирання рудних мінералів, при підвищенні — погіршується якість процесу промивки.

### Промивка залізних і марганцевих руд
Окиснені залізні і марганцеві руди багатьох видів містять глинисті включення, тому однією з підготовчих операцій є промивка. Марганцеві руди промивають звичайно в одну стадію в бичових ма-шинах, які найбільш інтенсивно руйнують глину. Залізні руди в більшості випадків піддають багатостадійній промивці. Дезинтеграція важкопромивних залізних руд здійснюється за багатоопераційною схемою: на першій стадії, як правило, застосовуються скрубери або вібраційні апарати, на другій і третій — коритні мийки. Такі схеми забезпечують високу ефективність промивання (до 95 %) при вмісті в матеріалі до 30 % пластичних глин.

## Промивність корисних копалин
Під промивністю руди розуміють здатність матеріалу очищуватись від глинистих домішок у процесі промивки. Промивність корисних копалин визначається фізико-механічними властивостями глинистих домішок і рудного компоненту.
Відповідно до існуючої класифікації розрізняють руди легкопромивні, середньопромивні і важкопромивні. Промивність руд залежить від властивостей вихідних продуктів (кількості глинистого матеріалу і його характеристики, вологості вихідного матеріалу), розмивної здатності води (витрати, тиску, температури), механічної (руйнувальної) дії робочих органів промивної машини, а також різних добавок, що прискорюють процес дезінтеграції (рідке скло, сода, їдкий натр та ін.).
Промивність оцінюють за такими ознаками:
– за фізико-механічними властивостями глинистих домішок, що характеризують їх пластичний стан, і вмістом частинок крупністю менше 5 мкм;
– за питомими витратами електроенергії;
– за часом, що необхідний для повного видалення глинистих домішок;
– за характерним часом і максимальною швидкістю промивки (під характерним часом промивки розуміють відрізок часу, необхідний для досягнення максимальної швидкості вилучення глинистих домішок у злив).
За класифікацією Г. І. Юденича розрізняють такі мінеральні матеріали:
- важкопромивні — з в'язкою глиною, що важко розминається у руці. Потребують двох і більше прийомів промивки або застосування промивних машин з механічним впливом на корисну копалину. Тривалість промивки у коритних мийках складає більше 6 хв, у скруберах — більше 12 хв;
- середньопромивні — з в'язкою глиною, що відносно легко розминається у руці. Промиваються за один прийом. Тривалість промивки у коритних мийках складає 3 — 6 хв, у скруберах — 4 — 12 хв;
- легкопромивні — з піщанистою глиною. Тривалість промивки на грохотах зі зрошенням із бризкал складає 2 — 3 хв.
При промивці руд крупністю до 25 мм в мийках баштового типу Є. Є. Серго запропонував класифікувати їх за двома ознаками: глибині занурення балансирного конуса та тривалості розмокання глинистої породи.
При промивці пісків розсипних родовищ золота, алмазів, олова, вольфраму, титану тощо отримують дрібнозернистий матеріал — ефель, який має підвищений вміст цінного компонента та глинисто-піщану фракцію.
Гранулометричний склад матеріалу і співвідношення між крупністю грудок глинистого і рудного компонентів найбільше вплива-ють на промивність сировини.
При сумісній промивці крупних і дрібних класів тривалість процесу визначається тривалістю промивки крупних класів, тому в ряді випадків класифікація матеріалу перед промивкою на вузькі класи раціональна. На промивку повинен подаватися матеріал оптимальної крупності: недостача і надлишок крупних зерен негативно відбиваються на диспергуванні глини (в першому випадку внаслідок недостатнього тертя, в другому — внаслідок недостатньої площі контакту між глиною і рудним мінералом). Зі збільшенням крупності глини ефективність промивки знижується, а питомі витрати енергії зростають. Таким чином, зі збільшенням крупності руди погіршується якість процесу промивки, а зі зменшенням крупності — збільшується ступінь стирання рудних мінералів.

### Дослідження промивності

Укрупнені дослідження процесу промивки проводять у напівпромисловому та промисловому масштабах (у скруберах, коритних мийках, спіральних класифікаторах, на грохотах). Випробування на промивність крупногрудкового матеріалу проводять тільки у промисловому масштабі, а дрібного — у напівпромисловому. У лабораторних умовах промивці звичайно піддають матеріал крупністю не більше 10 мм.
При лабораторному дослідженні вихідної руди для відділення глинистої складової від грудкової застосовують промивку без механічного впливу з використанням перфорованого барабана розміром 380×550 мм (рис. 4). Барабан з отворами 10×10 мм покритий сіткою з чарунками 4×4 мм. Усередину барабана через зрошувальну трубу підводять воду під тиском. Промивка матеріалу в барабані забезпечує обережний режим, при якому стирання рудної частини практично виключено.
Замочену корисну копалину завантажують у барабан, закривають завантажувальний отвір. Подають промивну воду з постійним переливом через зливний поріг ванни. Злив промивки контролюють по класу — 0,16 мм за допомогою контрольної сітки.
Злив (– 0,16 мм) збирають у ємність, що забезпечує збір продукту без втрат. Тривалість промивки складає 25 хв, після чого барабан зупиняють, припиняють подачу води і через отвір у дні ванни вивантажують миту руду (+0,16 мм) разом з пульпою у ємність, достатню для одноразового розвантаження всього матеріалу без втрат. Після закінчення експерименту шлами промивки збирають, відстоюють, ущільнюють декантацією, визначають їх об'єм, перемішують та відбирають представницькі проби для визначення густини пульпи, седиментаційного аналізу, виходу і хімічного складу шламів. Миту руду розсівають по класах крупності на грохоті зі зйомними ситами.
Якість промивки оцінюють за результатами рудорозбірки. Промивка вважається задовільною, якщо у класах крупністю + 10 мм глина відсутня. Необхідна тривалість промивки визначається тривалістю промивки крупних класів.
Продукти розсіву митої руди і шламів сушать при температурі 105—110оС, зважують та направляють на хімічний аналіз. Масову частину митої руди і шламів визначають за балансом металу у цих продуктах.

## Промивні машини і пристрої
Промивні машини і пристрої розрізняють за конструкцією і способах дезінтеграції глинистого матеріалу і видалення шламів.
Основні промивні машини: жолоби, струминні машини, бутари, скрубери, скрубер-бутари, плоскі і барабанні грохоти, вібромийки, коритні і бичеві мийки, спіральні класифікатори, промивні башти, акустичні промивні апарати.

## Технологічні показники промивки
Інтенсивність промивки залежить як від фізико-механічних властивостей вихідного матеріалу і здатності рідкого середовища до розмивання глини, так і від механічної дії машин. На ефективність промивки впливають багато факторів, основні з них розглянуті нижче.
Спосіб підготовки руди перед промивкою може полягати в попередньому замочуванні, попередньому підсушуванні і попередньому сортуванні руди.
Попереднє замочування руди перед її промивкою застосовують для зниження міцності глини, що поліпшує показники процесу (тривалість промивки знижується на 25 % і більше, підвищується вилучення глинистих домішок в злив).
Попереднє підсушування руди перед її промивкою спричиняє зниження міцності глини внаслідок зменшення її об'єму і появи внутрішніх напружень, що сприяє скороченню часу диспергування глини при зануренні її у воду.
Попереднє сортування руди на вузькі класи також дозволяє значно поліпшити показники промивки в результаті оптимізації гранулометричного складу матеріалу і вмісту в ньому глинистих домішок.
Гранулометричний склад матеріалу і співвідношення між крупністю грудок глинистого і рудного компонентів найбільше впливають на промивність сировини.
При сумісній промивці крупних і дрібних класів тривалість процесу визначається тривалістю промивки крупних класів, тому в ряді випадків класифікація матеріалу перед промивкою на вузькі класи раціональна. На промивку повинен подаватися матеріал оптимальної крупності: недостача і надлишок крупних зерен негативно відбиваються на диспергуванні глини (в першому випадку внаслідок недостатнього тертя, в другому — внаслідок недостатньої площі контакту між глиною і рудним мінералом). Зі збільшенням крупності глини ефективність промивки знижується, а питомі витрати енергії зростають. Таким чином, зі збільшенням крупності руди погіршується якість процесу промивки, а зі зменшенням крупності — збільшується ступінь стирання рудних мінералів.
Продуктивність промивної машини в конкретних умовах визначається залежно від промивності руди, а також технологічних і конструктивних параметрів машини. Живлення повинно надходити в машину безперервно і рівномірно, так, щоб підтримувався необхідний час перебування матеріалу в промивному апараті. При зниженні продуктивності збільшується ступінь стирання рудних мінералів, при підвищенні — погіршується якість процесу промивки.
Розрахунок продуктивності виконують двома методами: — за витратами енергії на промивку 1 т матеріалу; — за необхідним часом промивки матеріалу до заданої якості.
З двох отриманих результатів рекомендується приймати найменший.
Кут нахилу промивних машин визначає швидкість руху матеріалу вздовж корита або барабана. Збільшення кута нахилу барабана приводить до збільшення продуктивності апарата і зменшення ступеня стирання рудних мінералів. Збільшення кута нахилу корита мийки приводить до протилежних результатів.
Збільшення висоти зливного порогу в промивних машинах приводить до зменшення крупності частинок, що виносяться зі зливом, і до збільшення ступеня стирання матеріалу.
Витрата води на промивку повинна бути оптимальною. Недостатня витрата води, що подається в машину, приводить до погіршення процесу. Підвищується густина пульпи, внаслідок чого в злив виносяться крупні зерна руди, а також підвищується вихід нерозмитої глини з митою рудою. Витрати води на промивку складають від 2 до 6 м3/т.
Підвищення температури води від 10 до 40ºС сприяє збільшенню швидкості розмиву глини приблизно в 2 рази.
Сольовий склад води теж суттєво впливає на ефективність процесу промивки. Добавка реагентів (кальцинованої соди, рідкого скла та ін.) підвищує ефективність промивки і знижує тривалість розмиву глини.
Вибір типу машини для промивки здійснюється залежно від категорії промивності, крупності матеріалу і необхідної продуктивності. Для грудкового матеріалу доцільно використовувати скрубери важкого типу, для середньопромивного крупністю до 150 мм — коритні мийки і вібраційні апарати, для матеріалів середньої крупності і легкопромивних — скрубери легкого типу і барабанні грохоти. Для дезинтеграції важкопромивних пісків варто вибирати апарати, що забезпечують тривале перебування в робочій зоні при інтенсивному механічному впливі.